# Friederike Roth

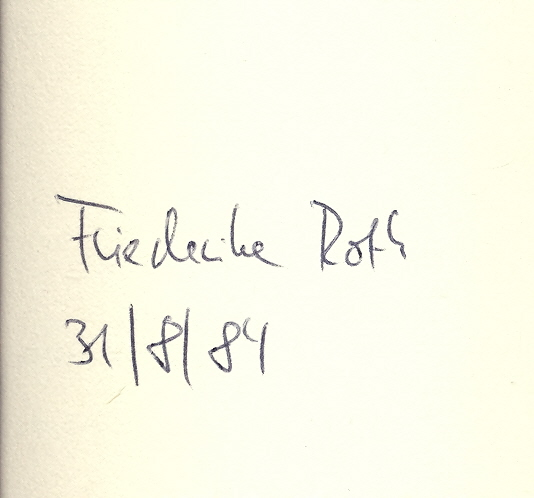
Autograph

Friederike Roth (* 6. April 1948 in Sindelfingen) ist eine deutsche Schriftstellerin.

## Leben und Werk
Friederike Roth studierte nach dem Abitur Philosophie und Linguistik an der Universität Stuttgart. 1975 promovierte sie zum Doktor der Philosophie. Von 1976 bis 1979 war sie Lehrbeauftragte für Anthropologie und Soziologie an der Fachhochschule für Sozialwesen in Esslingen am Neckar. Seit 1979 arbeitet sie als Hörspieldramaturgin beim
Süddeutschen Rundfunk (heute: Südwestrundfunk) in Stuttgart. Friederike Roth verfasst Lyrik, Prosa, Theaterstücke sowie Hörspiele. Ihr Werk, das sich häufig mit den Themen Liebe und Tod befasst, ist beeinflusst von Roths wissenschaftlicher Beschäftigung mit der Sprache. Seit den Achtzigerjahren steht die Autorin den Mechanismen des Literaturbetriebs zunehmend skeptisch gegenüber.
Friederike Roth war Mitglied des PEN-Zentrums Deutschland.

## Fidelio
Für die Bonner Fidelio-Inszenierung (Premiere: September 2005) hat Friederike Roth neue Zwischentexte verfasst, die die „klassischen“ Zwischentexte von Joseph Ferdinand von Sonnleithner und Georg Friedrich Treitschke ersetzen. Die Autorin problematisiert darin grundlegende Inhalte der Oper.

## Einzeltitel
- Minimal-Erzählungen, Stuttgart 1970 (zusammen mit Gabbo Mateen)
- Semiotische Analyse der ästhetischen Untersuchungen Georg Simmels, Stuttgart 1975 (unter dem Namen Friederike Schnepp-Roth)
- Tollkirschenhochzeit, Darmstadt [u. a.] 1978
- Ordnungsträume, Darmstadt [u. a.] 1979
- Das sichere Glück, Leonberg 1979
- Klavierspiele, Stuttgart 1980
- Schieres Glück, Darmstadt [u. a.] 1980
- Der Ritt auf die Wartburg, Frankfurt am Main 1981
- Das Buch des Lebens, Darmstadt
  - Folge 1. Liebe und Wald, 1983
- Krötenbrunnen, Frankfurt am Main 1984
- Die einzige Geschichte, Frankfurt am Main 1985
- Das ganze ein Stück, Frankfurt am Main 1986 Uraufführung am 8. Februar 1986 im Bremer Theater[1]
- Schattige Gärten, Frankfurt am Main 1987
- Erben und Sterben, Frankfurt am Main 1992,  Uraufführung  am 1. Juni 1992 im Kölner Schauspiel im Rahmen der Wiener Festwochen[2]
- Wiese und Macht, Frankfurt am Main 1993
- Die Eifersucht der Pharaonen, Ein Stück, Berlin 2009
- Abendlandnovelle, Suhrkamp Verlag, Berlin 2010, ISBN 978-3-518-42176-5
- Die Eifersucht der Pharaonen, Uraufführung am 27. Oktober 2011 im Theater in der Josefstadt als Todestanz – Lebenstanz (Collage mit Todestanz von August Strindberg, Deutsch von Willi Reich)[2][3]

## Herausgabe
- Eduard Mörike: Wispel, Berlin 1994
- Jahrbuch der Lyrik (mit Christoph Buchwald), Darmstadt 1988

## Übersetzung
- Dorothy Parker: Close harmony oder Die liebe Familie, Frankfurt am Main 1989
- Dorothy Parker: Ladies im Hotel, Zürich 1989
- Sylvia Plath: Drei Frauen, Frankfurt am Main 1991
- Charles S. Peirce: Graphen und Zeichen, Stuttgart 1971
- Arnold Wesker: Annie Wobbler, Frankfurt am Main 1984

## Auszeichnungen
- 1977 Leonce-und-Lena-Preis
- 1981 Villa-Massimo-Stipendium
- 1982 Literaturpreis der Stadt Stuttgart
- 1983 Ingeborg-Bachmann-Preis und Gerhart-Hauptmann-Preis
- 1984 Stadtschreiber von Bergen
- 1985 Hörspielpreis der Kriegsblinden
- 1993 Deutscher Kritikerpreis
- 2013 Gert-Jonke-Preis, gemeinsam mit Händl Klaus